# Horowitz (Familienname)
Horowitz ist ein jüdischer, deutscher und englischer Familienname.

## Namensträger
- Anthony Horowitz (* 1955), britischer Schriftsteller und Drehbuchautor
- Ben Horowitz (* 1966), US-amerikanischer Unternehmer, Investor und Autor
- David Horowitz (Ökonom) (1899–1979), israelischer Ökonom, Direktor der Bank of Israel
- David Horowitz (Autor) (1903–2002), US-amerikanischer Autor und Gründer der United Israel World Union
- David Horowitz (Journalist) (David Charles Horowitz; 1937–2019), US-amerikanischer Journalist, Fernsehmoderator und Verbraucherschützer
- David Horowitz (David Joel Horowitz; 1939–2025), US-amerikanischer Publizist und Aktivist
- David Horowitz (Musiker) (David Joel Horowitz; 1942–2020), US-amerikanischer Jazz-Musiker und Filmkomponist
- Derek George Horowitz (1928–1984), britischer Schauspieler, siehe Skip Martin (Schauspieler)
- Fran Horowitz (* 1964), US-amerikanische Geschäftsfrau
- Gary Horowitz (* 1955), US-amerikanischer Physiker
- Herbert E. Horowitz (1930–2019), US-amerikanischer Diplomat
- Irving Louis Horowitz (1929–2012), US-amerikanischer Soziologe
- Israel Horowitz (Musikproduzent) (1916–2008), US-amerikanischer Musikproduzent
- Israel Albert Horowitz (1907–1973), US-amerikanischer Schachspieler
- Jaakow Jizchak Horowitz (Jakub Izaak Horowicz; 1745–1815), polnischer Rabbiner
- Jake Horowitz, US-amerikanischer Theater- und Filmschauspieler
- Jakob Horowitz (1837–1907), deutscher Rabbiner
- Jules Horowitz (1921–1995), französischer Physiker
- Jordan Horowitz (* 1980), US-amerikanischer Filmproduzent
- Lazar Horowitz (1803–1868), Rabbiner in Wien
- Manfred Horowitz (1880–1937), deutscher Politiker (SPD)
- Margherita Horowitz (1919–2011), österreichische Schauspielerin
- Michael Horowitz (Journalist) (1950–2024), österreichischer Schriftsteller, Verleger und Fotograf
- Michael Horowitz (Jurist), US-amerikanischer Jurist und politischer Aktivist
- Michael Horowitz (Drehbuchautor), US-amerikanischer Drehbuchautor, Produzent und Regisseur
- Michael C. Horowitz (* 1978), US-amerikanischer Politikwissenschaftler
- Michael E. Horowitz (* 1962), US-amerikanischer Anwalt und Regierungsbeamter, Generalinspekteur des US-Justizministeriums
- Mikhael Horowitz (* 1988), israelischer Eishockeyspieler
- Mitch Horowitz (* 1965), US-amerikanischer Autor und Verleger
- Moses Horowitz (1844–1910), jiddischer Theaterschriftsteller und Theaterleiter
- Nina Horowitz (* 1977), österreichische Journalistin und Fernsehmoderatorin
- Nitzan Horowitz (* 1964), israelischer Politiker und Journalist
- Paul Horowitz (* 1942),  US-amerikanischer Physiker
- Pinchas Horowitz (1730–1805), deutscher Rabbiner
- Regina Horowitz (1900–1984), ukrainisch-russische Pianistin und Hochschullehrerin
- Richard Horowitz (* 1949), US-amerikanischer Komponist von Filmmusik
- Ryszard Horowitz (* 1939), polnisch-amerikanischer Fotograf und Plakatkünstler
- Samuel Horowitz (1726–1778), Rabbiner und Kabbalist
- Scott J. Horowitz (* 1957), US-amerikanischer Astronaut
- Shabbethai Horowitz (1590–1660), Rabbiner und Talmudgelehrter
- Shabbethai Sheftel Horowitz (1565–1619), Rabbiner und Kabbalist
- Stefanie Groiss-Horowitz (* 1977), österreichische Medienmanagerin
- Theodore Joseph Horowitz (* 1960), US-amerikanischer Sänger und Gitarrist, Popa Chubby
- Vladimir Horowitz (1903–1989), US-amerikanischer Pianist russischer Abstammung
- Winona Laura Horowitz (* 1971), US-amerikanische Schauspielerin, siehe Winona Ryder